# Septembre 1924

## Événements
- Chine : Cao Kun et Wu Peifu sont mis à mal par le dictateur de Mandchourie Zhang Zuolin et le « général chrétien » Feng Yuxiang qui tente de s’installer à Pékin.

- 1er septembre : entrée en vigueur du plan Dawes rééchelonnant le paiement des réparations par l'Allemagne sur cinq ans, les troupes belges et françaises évacuent la Ruhr. L’Allemagne verse entre 7 et 8 milliards de marks entre 1924 et 1928 mais bénéficie d’emprunts et d’investissement américains considérables (25 milliards).

- 3 septembre (Chili) : Ruido de sables. À l’appel du président Alessandri, l’armée impose au Congrès un calendrier de réformes, puis s’empare du pouvoir le 11 septembre (Junte de Septembre, fin le 23 janvier).

- 7 septembre : premier vol de l'avion Dornier Komet III.

- 12 septembre : Rébellion nestorienne

- 24 septembre : à Pendine Sands, Malcolm Campbell établit un nouveau record de vitesse terrestre : 235,22 km/h.

- 29 septembre : Plutarco Elías Calles est proclamé président de la République du Mexique (fin en 1928).

## Naissances
- 2 septembre : 
  - Henri Krasucki, syndicaliste français († 24 janvier 2003).
  - Daniel arap Moi, homme d'État kényan, président de la République du 22 août 1978 au 30 décembre 2002 († 4 février 2020).
- 8 septembre :
  - Ralph Messac, avocat et journaliste français († 17 avril 1999).
  - Marie-Claire Kirkland-Casgrain, première femme politique québécoise à être député à l'Assemblée Nationale en 1961 († 24 mars 2016).
- 9 septembre : Rik Van Steenbergen, coureur cycliste belge († 15 mai 2003).
- 13 septembre :
  - Maurice Jarre, compositeur français († 29 mars 2009).
  - Léonel Beaudoin, homme politique canadien originaire du Québec († 28 juillet 2021).
- 14 septembre : 
  - Jerry Coleman (en), joueur, gérant et radiodiffuseur de baseball américain († 5 janvier 2014).
  - Dominique Forlini, coureur cycliste français († 17 octobre 2014).
  - Jeanne Pauwelyn, femme politique belge († 2 octobre 1992).
  - Wim Polak, homme politique néerlandais († 1er octobre 1999).
  - Maria Tsoukanova, médecin militaire russe († 15 août 1945).
- 16 septembre : Lauren Bacall, actrice américaine († 12 août 2014).
- 18 septembre : J. D. Tippit, officier de police de Dallas († 22 novembre 1963) mort en service lors de l'assassinat de John F. Kennedy.
- 19 septembre : Donald Harron, acteur et réalisateur († 17 janvier 2015).
- 22 septembre : Hilaire Couvreur, coureur cycliste belge († 17 février 1998).
- 23 septembre : Jean Piat, acteur et écrivain français († 18 septembre 2018).
- 27 septembre : Bud Powell, pianiste de jazz américain († 31 juillet 1966).
- 28 septembre : Pierre Aigrain, physicien et homme politique français († 30 octobre 2002).
  - Marcello Mastroianni, comédien italien († 19 décembre 1996).
- 30 septembre : Truman Capote, écrivain américain († 25 août 1984).